# Selaginella novae-hollandiae
Selaginella novae-hollandiae är en mosslummerväxtart som först beskrevs av Olof Swartz, och fick sitt nu gällande namn av Antoine Frédéric Spring. Selaginella novae-hollandiae ingår i släktet mosslumrar, och familjen mosslummerväxter. Inga underarter finns listade i Catalogue of Life.